# Muchálek guamský
Muchálek guamský (Myiagra freycineti) je vyhynulý druh lejskovcovitého ptáka obývající ostrov Guam. Říkalo se mu také chuguangguang. Druh popsal Emile Oustalet v roce 1881 pod stále platným jménem Myiagra freycineti, ačkoli někdy je považován za pouhý poddruh muchálka rezavoprsého (Myiagra oceanica).
Muchálek vyhynul následkem rozšíření nepůvodních bojg hnědých.

## Popis

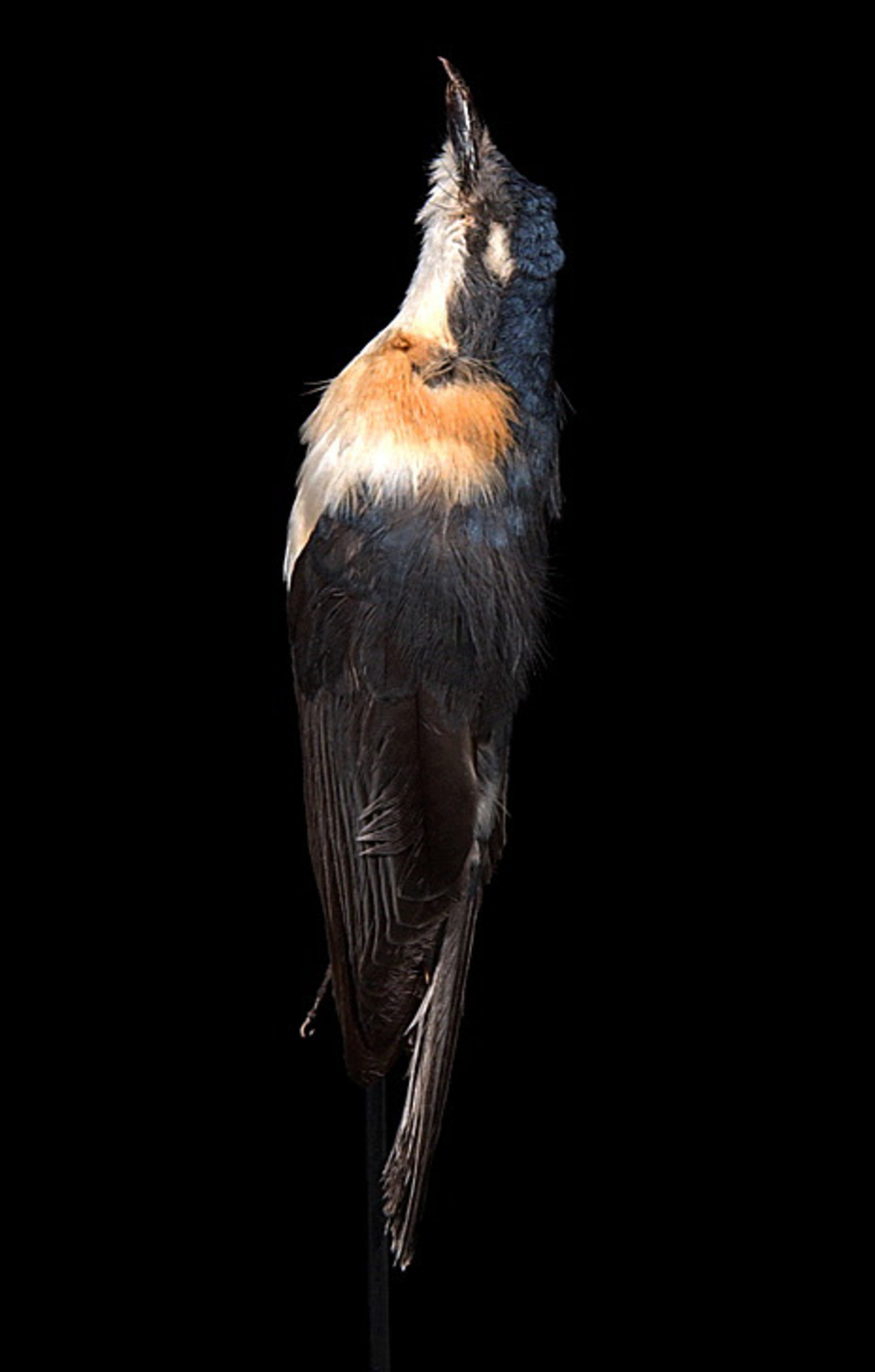
Muzejní exemplář

Muchálek guamský byl malým druhem pěvce, jeho velikost se vyšplhala asi na třináct centimetrů. Zbarvení hřbetu se lišilo v závislosti na pohlaví, samci jej měli leskle modročerný, samice spíše hnědošedý. Ocas měl odstíny břidlicově modré, končetiny byly černé včetně chodidel. Hruď byla zbarvena skořicově, hrdlo a bradu ale porůstalo bílé peří. Zobák měl barvu černou. Duhovka byla tmavě hnědá.

## Biologie
Muchálek guamský žil na ostrově Guam v Marianách, které leží v západní části Tichého oceánu – jednalo se o zdejší endemit. Jako vhodný biotop mu zde sloužily především lesní porosty, ale osídlil velkou část různých stanovišť s výjimkou savanovitých oblastí v jižních částech ostrova.
Rozmnožoval se především mezi lednem a červnem, avšak k páření mohlo dojít během celého roku. Samička nakladla do dovedně ukrytého hnízda z rostlinných materiálů (například mechů), jež byly pospojovány pavučinou, jedno až dvě vejce. Ta měla krémovou barvu a byla doplněna o rezavohnědé skvrnky. Muchálek guamský se živil hmyzem, který lovil v husté vegetaci. V hledání potravy mu pomáhaly hmatové vousky okolo zobáku.
Někdy žil společně s poddruhem pávíka australasijského Rhipidura rufifrons uraniae; ten je rovněž považován za zaniklý.

## Vyhynutí
Ve čtyřicátých letech dvacátého století po druhé světové válce došlo na ostrově Guam k introdukci bojg hnědých (Boiga irregularis). Tito hadi, měřící až dva metry, sem byli pravděpodobně zavlečeni na lodích americké armády a stali se nepůvodními predátory místních ptáků. Až do konce 60. let se predace na populacích muchálků výrazněji neprojevovala, ačkoliv vliv hadů na původní faunu ostrova se stával stále patrnějším. Již do roku 1971 se však muchálek vyskytoval pouze na náhorní plošině na severu ostrova (ačkoli zde byl stále relativně hojným druhem); a do roku 1980 již stál na pokraji vyhynutí. O tři roky později byla nalezena už jen skupinka méně než sta exemplářů, která žila v blízkosti řeky Pajon. Za půl roku byl na stejném místě odchycen poslední exemplář druhu; tuto poslední populaci možná mohla zlikvidovat nějaká choroba. Zbývající pták – samec – měl posloužit pro záchranu druhu v lidské péči, avšak jiní muchálci, tedy i samice, již od té doby nebyli na Guamu objeveni. Samec uhynul příští rok. Mezinárodní svaz ochrany přírody vyhlásil muchálka guamského o deset let později, v roce 1994, vyhynulým druhem. Společně s ním na Guamu následkem introdukce bojg vyhynuli i jiní původní ptáci a přírodní rovnováha ostrova byla silně narušena.
Exempláře muchálků guamských vlastní muzea v Honolulu (včetně hnízd s vejci), Washingtonu a Leidenu.